# Kaplica w Langley
Kaplica w Langley (ang. Langley Chapel) – anglikańska kaplica w angielskiej miejscowości Ruckley and Langley.

## Historia
Budowę pierwszej kaplicy w tym miejscu rozpoczęto w 1313 roku na polecenie rodziny Burnellów. 1546 rodzina Lee wymieniła wyposażenie budynku, w 1601 roku wymieniono dach, a kilka lat później odnowiono całą świątynię. Ostatnie regularne nabożeństwo w kaplicy odbyło się w 1871 roku. 

## Architektura i wyposażenie
Budowla gotycka, jednonawowa, wzniesiona z szarego piaskowca. Dach, w którego wbudowana jest drewniana wieżyczka, jest kryty kamienną dachówką. Zabytkowe wyposażenie kaplicy pochodzi z XVII początku wieku.

## Galeria

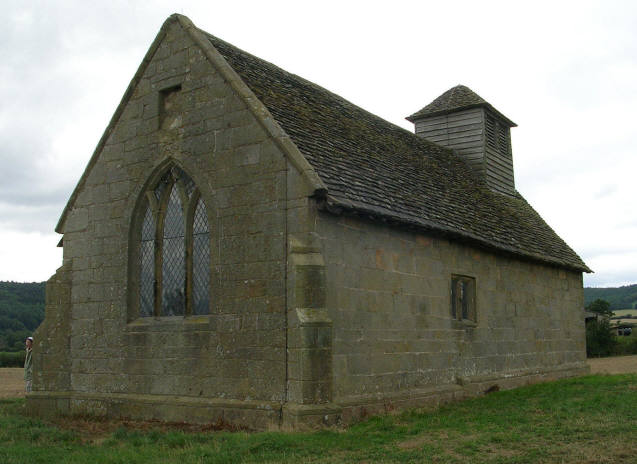
Widok z północnego wschodu
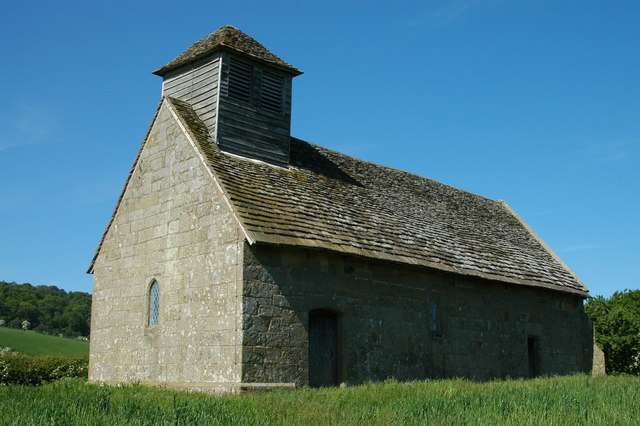
Widok z południowego zachodu
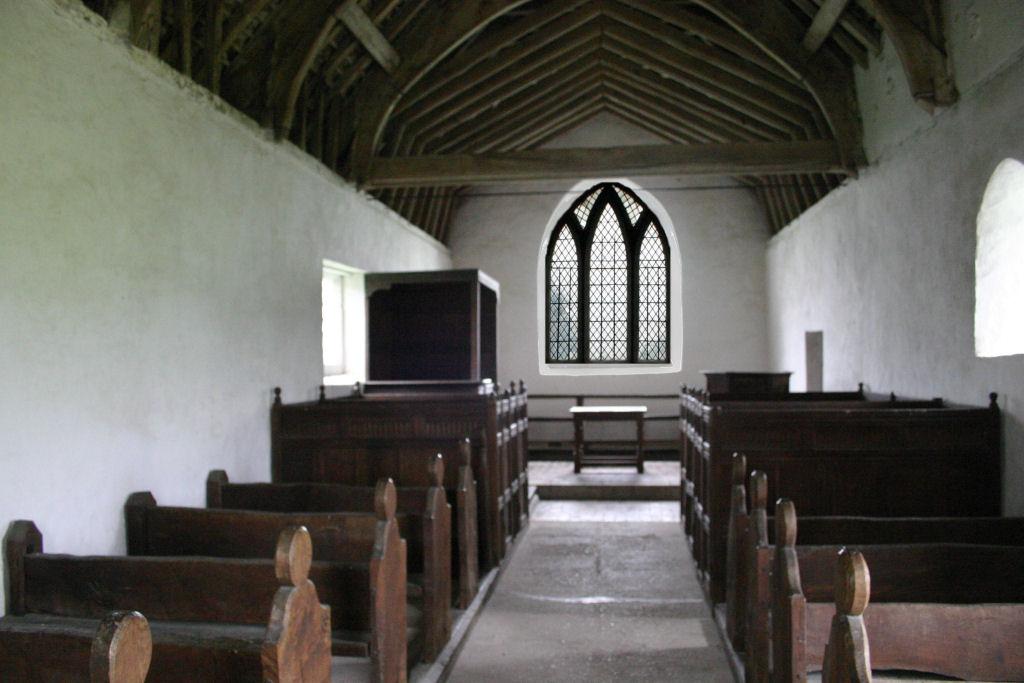
Wnętrze
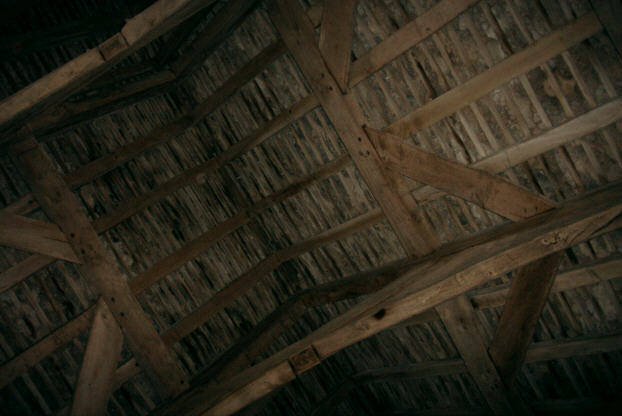
Konstrukcja dachu